# Maison des enfants de Moissac
La Maison des enfants de Moissac, créée à l'initiative de Robert Gamzon et située sur la commune de Moissac en Tarn-et-Garonne au 18, quai du port, est connue pour avoir abrité durant la Seconde Guerre mondiale près de 500 enfants juifs, des bébés comme des adolescents, tous sauvés de la déportation grâce à la complicité active de la population de Moissac et particulièrement des deux maires qui se sont alors succédé à Moissac, Roger Delthil et Louis Moles, et des artisans de la ville qui emploient en apprentissage les adolescents de la maison. Elle était dirigée par Shatta et Bouli Simon, un couple d'éclaireurs israélites de France. Fin novembre 1943, devant l'intensification des rafles allemandes, la maison est dissoute mais tous les enfants trouvent un refuge, souvent dans les familles ou les écoles religieuses alentour ou parviennent à fuir la France occupée. 
Certains des enfants et des jeunes animateurs de la maison de Moissac sont devenus célèbres, tels l'auteur et homme de théâtre Jean-Claude Grumberg, alors âgé de trois ans, le mime Marceau, jeune homme qui fait rire les enfants, Georges Lévitte qui enseigne l'hébreu et le judaïsme, Marianne Cohn ou Gabriel Cohn-Bendit. Serge Klarsfeld y passe 5 semaines en 1940.
L'association Ville de Justes, oubliée œuvre à garder la mémoire de la maison des enfants juifs de Moissac. En 2013, un premier colloque avait réuni plusieurs centaines de personnes, et du 27 au 29 mai 2016, de nouvelles rencontres intitulées Des villes et des Justes permettent de mieux comprendre ce qui s'est passé à Moissac, mais aussi à Dieulefit et au Chambon-sur-Lignon. Sous la direction de Bernard Delpal, ces rencontres accueillent notamment Jean-Claude Grumberg et Serge et Beate Klarsfeld. Dix habitants de Moissac sont honorés comme Justes parmi les Nations : Manuel Darrac, Henriette Ducom, Jean Gainard, Alice Pelous, Alida Bourel, Henri Bourel, Pierre Bourel, Renée Bourel, Albini Ginisty et Ernestine Ginisty.